# Circonscription de Parkes
Pour les articles homonymes, voir Parkes.

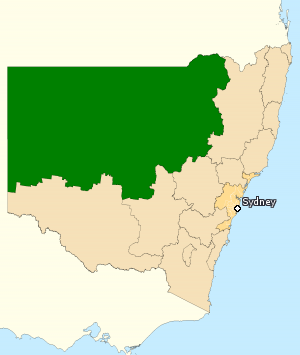
La circonscription de Parkes (en vert) au nord de Sydney en Nouvelle-Galles du Sud.

La circonscription de Parkes (en anglais : Division of Parkes) est une circonscription électorale australienne en Nouvelle-Galles du Sud. Elle a été créée en 1984 et porte le nom de Henry Parkes qui fut le 7e premier ministre de Nouvelle-Galles du Sud et est souvent considéré comme le père de la fédération.
Elle est située au nord de l'État à la frontière avec le Queensland et comprend les villes de Dubbo, Dunedoo, Gunnedah, Moree et Mudgee. Cette circonscription est acquise au parti national
Une autre circonscription de Parkes a existé entre 1961 et 1969 dans la banlieue de Sydney.

## Députés
| Nom          | Parti    | Période de mandat |
| ------------ | -------- | ----------------- |
| Michael Cobb | National | 1984–1998         |
| Tony Lawler  | National | 1998–2001         |
| John Cobb    | National | 2001–2007         |
| Mark Coulton | National | 2007–en cours     |